# رع حتب
رع حُتپ أو رعحوتب هو شخصية مصرية قديمة، كان في فترة السلالة الرابعة المصرية كاهنًا أعلى في مدينة أون (عين شمس/هليوپوليس) وجنرالًا وأميرًا على مدينة پي (بوتو) وهى إحدى المدن المصرية المُقدّسة في شمال الدلتا. يعرف بتمثاله وتمثال زوجته نُفرت (معنى اسمها الجميلة) الذي اكتشفه الفرنسي أوجوست مارييت سنة ١٨٧١ ميلاديًّا وهو يُعرَض اليوم بالمتحف المصري بالقاهرة. رعحوتپ، حسب بعض علماء المصريات، هو ابن الملك سنفرو، مؤسس السلالة الرابعة؛ بعضهم يعتقد أنه ابن حوني، آخر ملوك الأسرة الثالثة المصرية.

## سيرة ذاتية

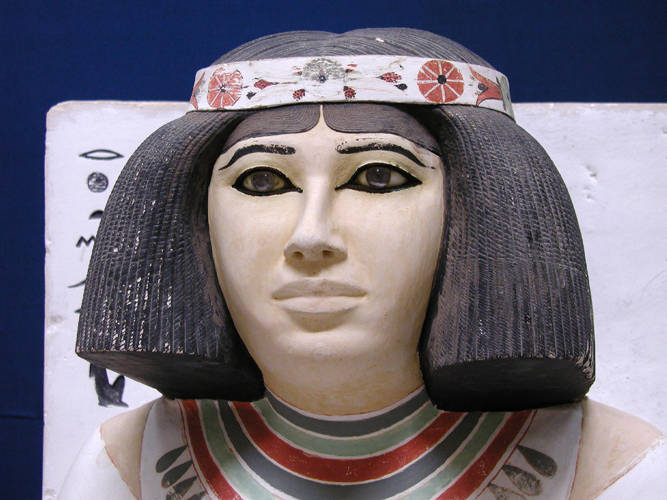
تمثال نفرت زوجة رع حتب

تم نقش ألقاب رع حتب على تمثال رائع له تم اكتشافه مع تمثال لزوجته من مصطبته في ميدوم عام 1871 على يد أوغست مارييت. كان رع حتب رئيس كهنة رع في أونومدير البعثات والمشرف على الأشغال. كما أنه يحمل لقبًا يُطلق على طبقة النبلاء الكبار، وهو "ابن الملك المولود من جسده". كان الأخ الأكبر لرع حتب هو نفر ماعت، وشقيقه الأصغر كان رع نفر. 
مات رع حتب وهو صغير، لذلك أصبح أخوه غير الشقيق خوفو فرعونًا بعد وفاة سنفرو.
وكانت زوجة رع حتب هي الأميرة نفرت. والداها غير معروفين، وكان لرع حتب ونفرت ثلاثة أبناء - جدي وإيتو ونفركاو - وثلاث بنات - ميريريت ونجميب وستتت. وقد تم تصويرهم في مقبرة رع حتب.

## معرض صور

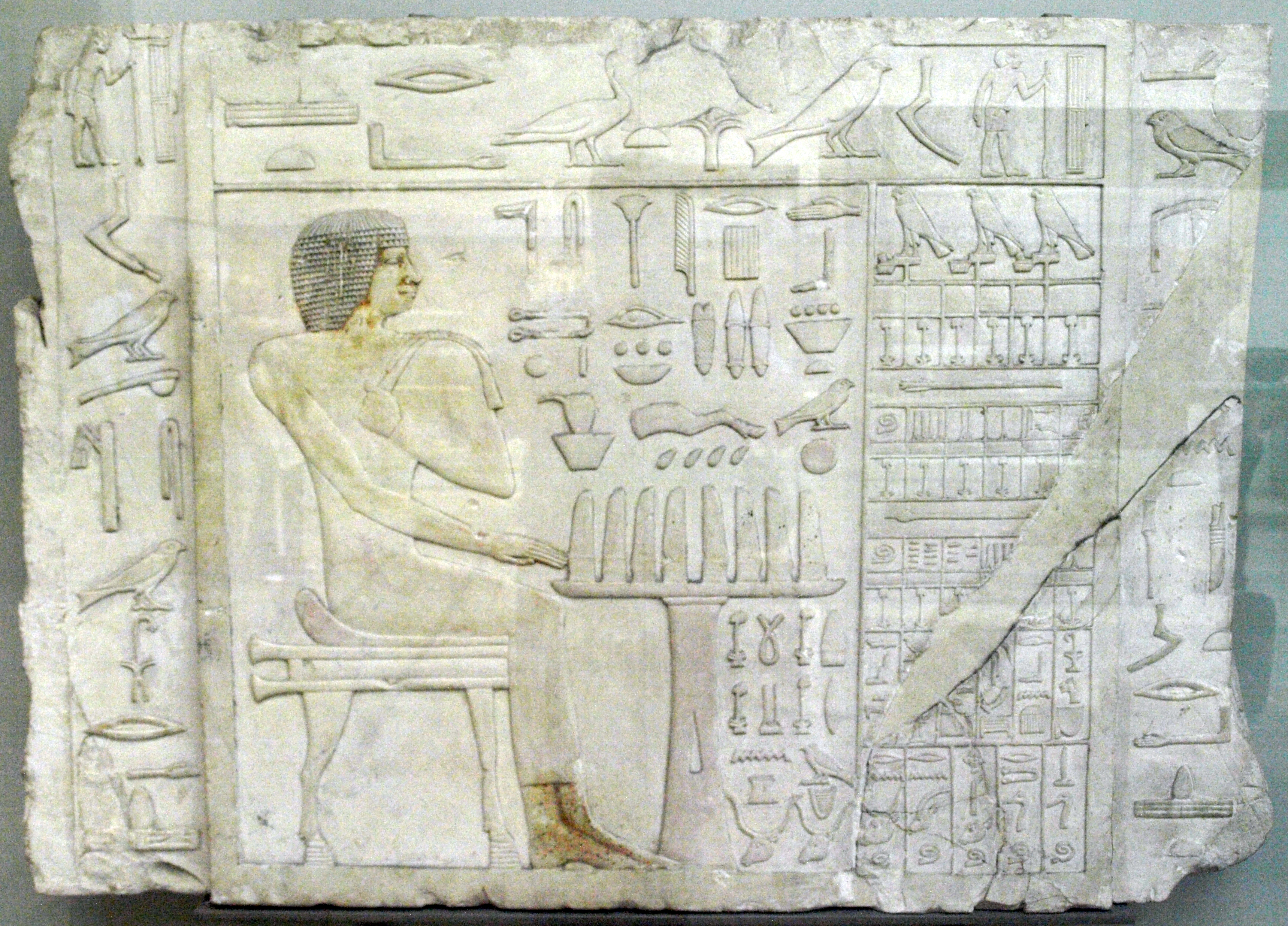
لوحة رع حتب في المتحف البريطاني
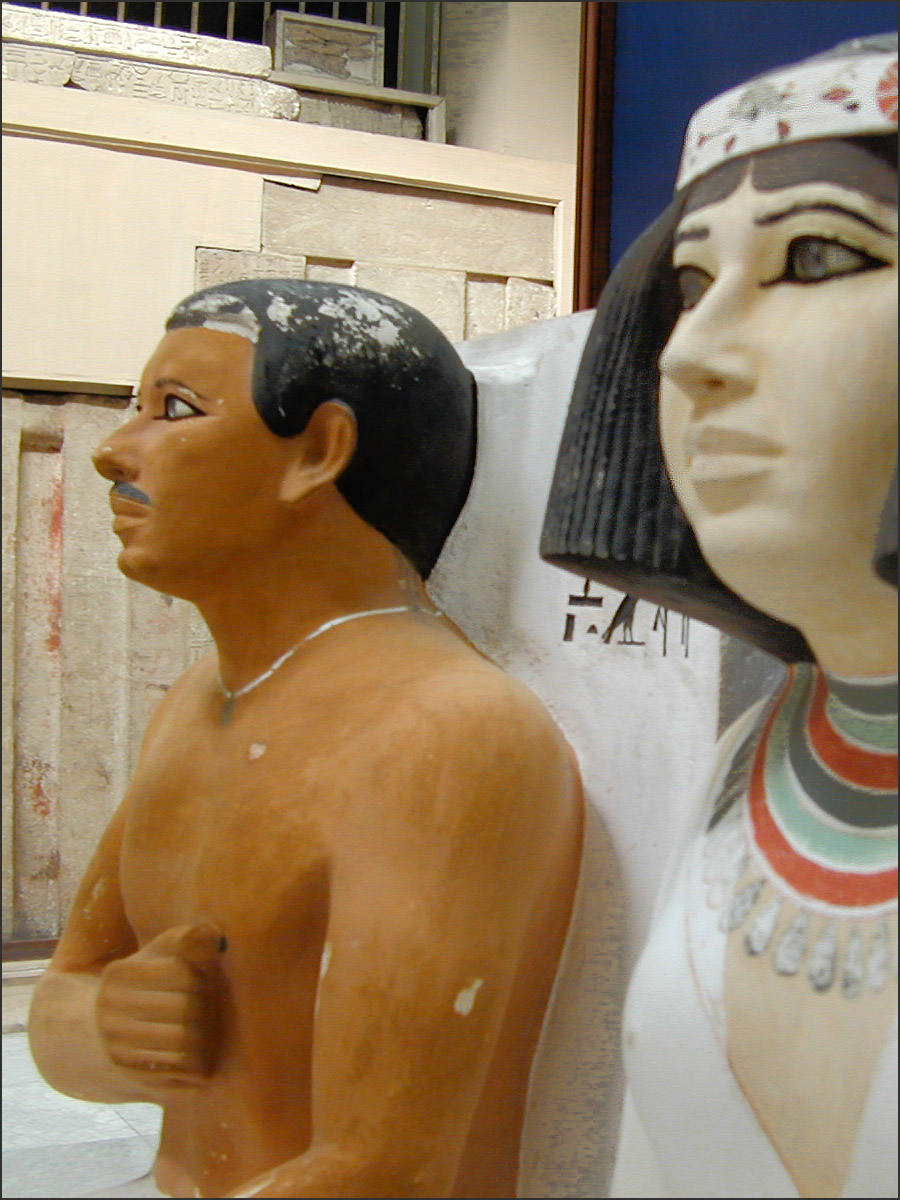
تمثال نفرت ورع حتب بالمتحف المصري بالقاهرة
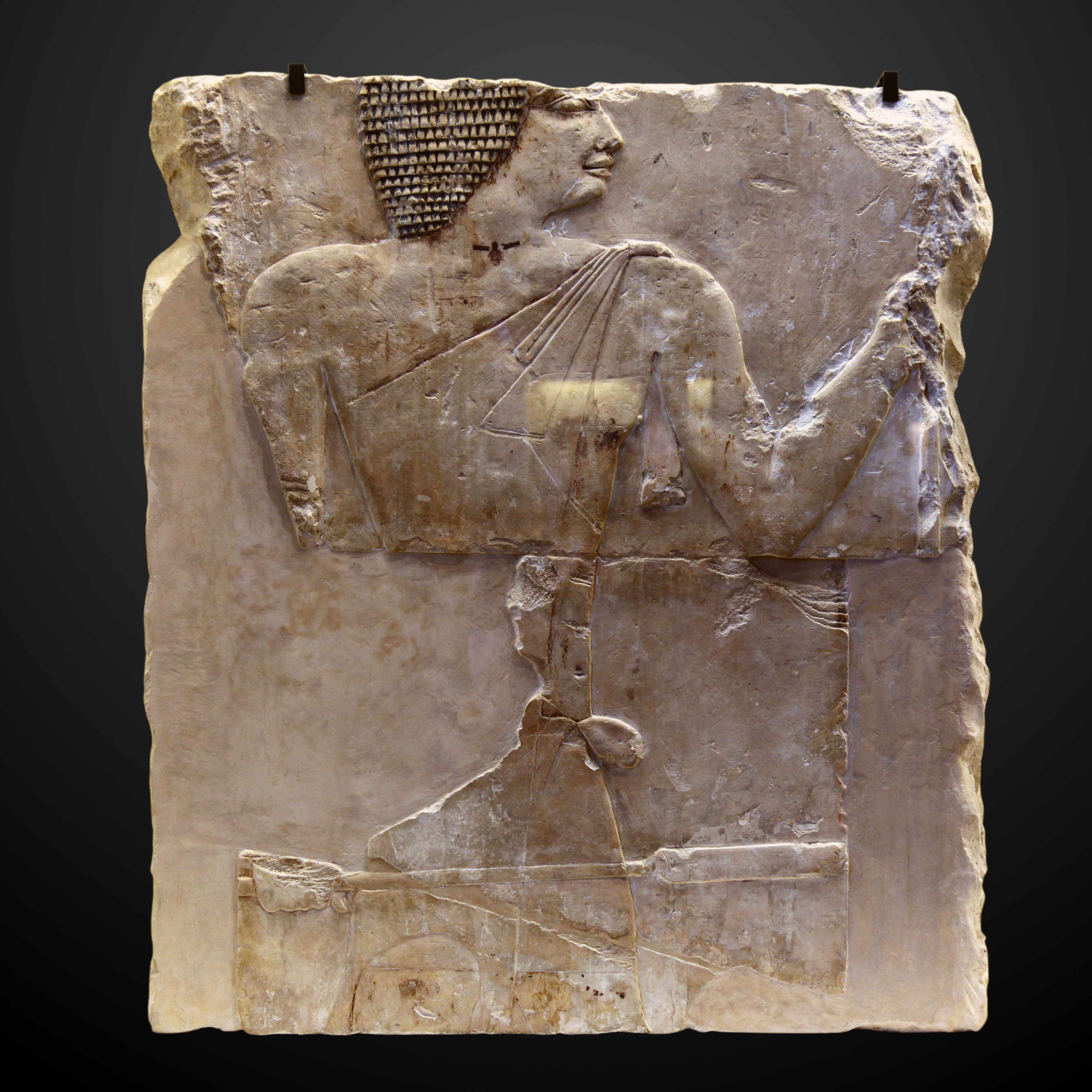
لوحة لرع حتب، معروضة في متحف اللوفر